# Filmografia di Meryl Streep

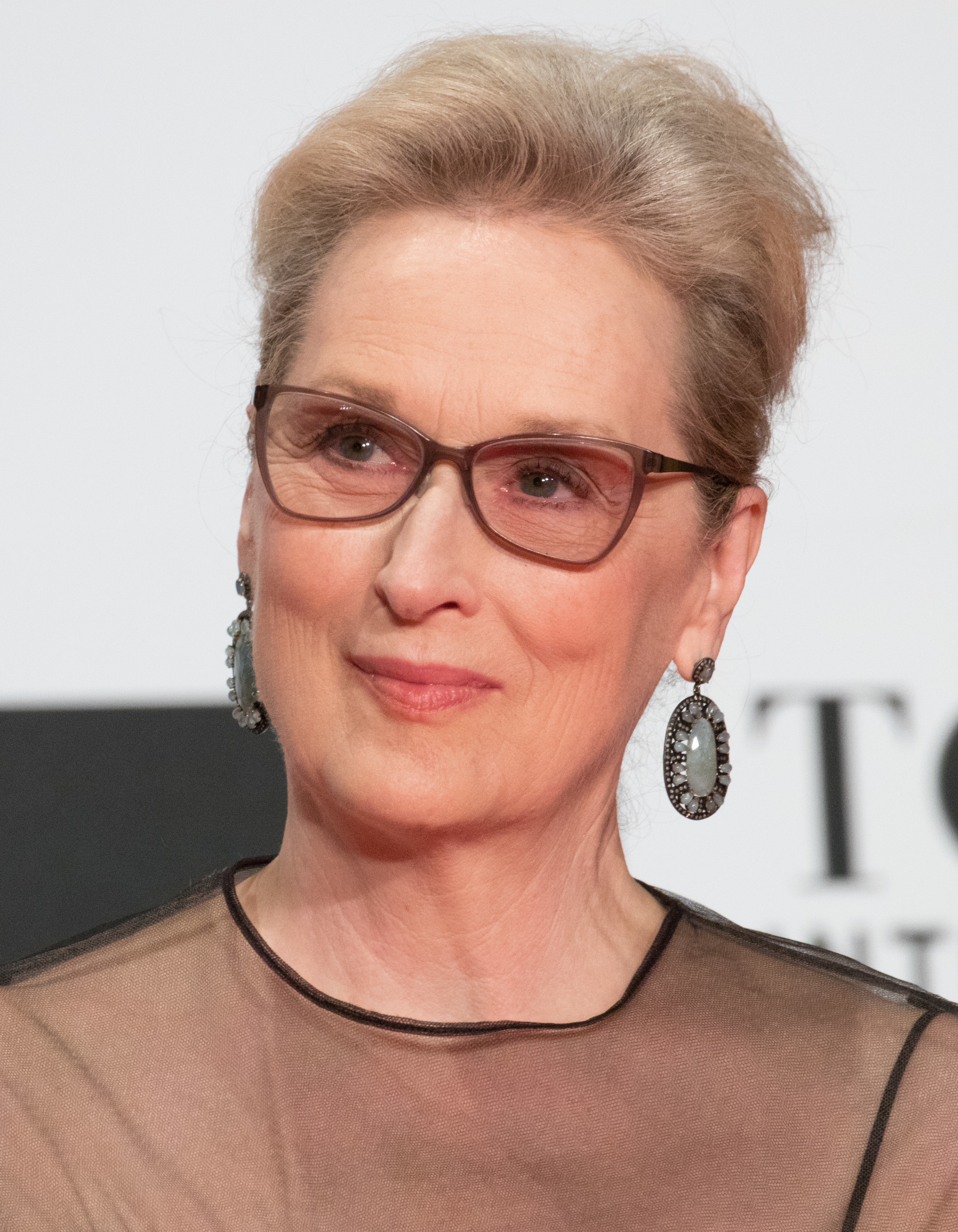
Meryl Streep al Tokyo International Film Festival 2016

Meryl Streep è un'attrice statunitense.

## Attrice

### Cinema
- Giulia (Julia), regia di Fred Zinnemann (1977)
- Il cacciatore (The Deer Hunter), regia di Michael Cimino (1978)
- Manhattan, regia di Woody Allen (1979)
- La seduzione del potere (The Seduction of Joey Tynan), regia di Jerry Schatzberg (1979)
- Kramer contro Kramer (Kramer vs. Kramer), regia di Robert Benton (1979)
- La donna del tenente francese (The French Lieutenant's Woman), regia di Karel Reisz (1981)
- Una lama nel buio (Still of the Night), regia di Robert Benton (1982)
- La scelta di Sophie (Sophie's Choice), regia di Alan J. Pakula (1982)
- Silkwood, regia di Mike Nichols (1983)
- Innamorarsi (Falling in Love), regia di Ulu Grosbard (1984)
- Plenty, regia di Fred Schepisi (1985)
- La mia Africa (Out of Africa), regia di Sydney Pollack (1985)
- Heartburn - Affari di cuore (Heartburn), regia di Mike Nichols (1986)
- Ironweed, regia di Héctor Babenco (1987)
- Un grido nella notte (Evil Angels), regia di Fred Schepisi (1988)
- She-Devil - Lei, il diavolo (She-Devil), regia di Susan Seidelman (1989)
- Cartoline dall'inferno (Postcards from the Edge), regia di Mike Nichols (1990)
- Prossima fermata: paradiso (Defending Your Life), regia di Albert Brooks (1991)
- La morte ti fa bella (Death Becomes Her), regia di Robert Zemeckis (1992)
- La casa degli spiriti (The House of the Spirits), regia di Bille August (1993)
- The River Wild - Il fiume della paura (The River Wild), regia di Curtis Hanson (1994)
- I ponti di Madison County (The Bridges of Madison County), regia di Clint Eastwood (1995)
- Prima e dopo (Before and After), regia di Barbet Schroeder (1996)
- La stanza di Marvin (Marvin's Room), regia di Jerry Zaks (1996)
- Ballando a Lughnasa (Dancing at Lughnasa), regia di Pat O'Connor (1998)
- La voce dell'amore (One True Thing), regia di Carl Franklin (1998)
- La musica del cuore (Music of the Heart), regia di Wes Craven (1999)
- Il ladro di orchidee (Adaptation), regia di Spike Jonze (2002)
- The Hours, regia di Stephen Daldry (2002)
- Fratelli per la pelle (Stuck on You), regia di Peter e Bobby Farrelly - cameo, non accreditato (2003)
- The Manchurian Candidate, regia di Jonathan Demme (2004)
- Lemony Snicket - Una serie di sfortunati eventi (Lemony Snicket's a Series of Unfortunate Events), regia di Brad Silberling (2004)
- Prime, regia di Ben Younger (2005)
- Radio America (A Prairie Home Companion), regia di Robert Altman (2006)
- Il diavolo veste Prada (The Devil Wears Prada), regia di David Frankel (2006)
- Dark Matter, regia di Shi-Zheng Chen (2007)
- Un amore senza tempo (Evening), regia di Lajos Koltai (2007)
- Rendition - Detenzione illegale (Rendition), regia di Gavin Hood (2007)
- Leoni per agnelli (Lions for Lambs), regia di Robert Redford (2007)
- Mamma Mia!, regia di Phyllida Lloyd (2008)
- Il dubbio (Doubt), regia di John Patrick Shanley (2008)
- Julie & Julia, regia di Nora Ephron (2009)
- È complicato (It's Complicated), regia di Nancy Meyers (2009)
- The Iron Lady, regia di Phyllida Lloyd (2011)
- Il matrimonio che vorrei (Hope Springs), regia di David Frankel (2012)
- I segreti di Osage County (August: Osage County), regia di John Wells (2013)
- The Giver - Il mondo di Jonas (The Giver), regia di Phillip Noyce (2014)
- The Homesman, regia di Tommy Lee Jones (2014)
- Into the Woods, regia di Rob Marshall (2014)
- Dove eravamo rimasti (Ricki and the Flash), regia di Jonathan Demme (2015)
- Suffragette, regia di Sarah Gavron (2015)
- Florence (Florence Foster Jenkins), regia di Stephen Frears (2016)
- The Post, regia di Steven Spielberg (2017)
- Mamma Mia! Ci risiamo (Mamma Mia! Here We Go Again), regia di Ol Parker (2018)
- Il ritorno di Mary Poppins (Mary Poppins Returns), regia di Rob Marshall (2018)
- Panama Papers (The Laundromat), regia di Steven Soderbergh (2019)
- Piccole donne (Little Women), regia di Greta Gerwig (2019)
- The Prom, regia di Ryan Murphy (2020)
- Lasciali parlare (Let Them All Talk), regia di Steven Soderbergh (2020)
- Don't Look Up, regia di Adam McKay (2021)

### Televisione
- Hockey violento (The Deadliest Season), regia di Robert Markowitz - film TV (1977)
- Olocausto (Holocaust), regia di Marvin J. Chomsky - miniserie TV (1978)
- Alice at the Palace, regia di Emile Ardolino - film TV (1982)
- Un passo verso il domani (...First Do No Harm), regia di Jim Abrahams - film TV (1997)
- Angels in America, regia di Mike Nichols - miniserie TV (2003)
- Web Therapy - web serie, 3 episodi (2010)
- Web Therapy - serie TV, 2 episodi (2012)
- Five Came Back  - (voce narrante) regia di Laurent Bouzereau (2017)
- Big Little Lies - Piccole grandi bugie (Big Little Lies) - serie TV, 7 episodi (2019-2020)
- Only Murders in the Building - serie TV, 9 episodi (2023-2024)
- Extrapolations - Oltre il limite (Extrapolations) - serie TV, 8 episodi (2023)

### Documentari
- Besser als mein Haus je war (1993)
- Right Said, Fred (1993)
- A Century of Cinema, regia di Caroline Thomas (1994)
- William Styron: The Way of the Writer (1997)
- A Song of Africa (2000)
- Finding the Truth: The Making of "Kramer vs. Kramer" (2001)
- Clint Eastwood: Out of the Shadows (2001)
- Death Dreams of Mourning: The Making of "Sophie's Choice" (2001)
- New York at the Movies (2002)
- Karen Blixen - Out of this World (2005)
- Wrestling with Angels: Playwright Tony Kushner (2006)
- An Old-Fashioned Love-Story: Making "The Bridges of Madison County" (2008)
- Theater of War (2008)
- I Knew It Was You, regia di Richard Shepard (2009)
- Faces of America with Henry Louis Gates Jr. - serie TV, 4 episodi (2010)
- Wings of Life, regia di Louie Schwartzberg (2013)

### Videoclip
- Queenie Eye di Paul McCartney (2013)

## Doppiatrice
- Eight Minutes to Midnight (1981)
- In Our Hands (1984)
- The Colors of Hope (1985)
- Power Struggle (1985)
- Harold Clurman: A Life of Theatre (1989)
- Arctic Refuge: A Vanishing Wilderness (1991)
- Age 7 in America (1991)
- Rachel Carson's Silent Spring (1993)
- A Century of Women (1994)
- I Simpson - serie TV, episodio 6x07 (1994)
- The Living Sea (1995)
- What Should I tell my Children About Drinking? (1996)
- Assignment Rescue (1997)
- Eternal Memory: Voices from the Great Terror (1997)
- Lyme Disease: A Guide to Prevention (1999)
- Intimate Portrait: Vanessa Redgrave (1999)
- King of the Hill - serie TV, episodio 4x06 (1999)
- Beyond Organic: The Vision of Fairview Gardens (2000)
- Isaac Stern: Life's Virtuoso (2000)
- A.I. - Intelligenza artificiale (Artificial Intelligence: A.I.), regia di Steven Spielberg (2001)
- School: The Story of American Public Education (2001)
- Ginevra's Story (2001)
- Vermeer: Master of Light, regia di Joe Krakora (2001)
- A Quiet Revolution (2002)
- Freedom: A History of Us (2003)
- Journeys of the Heart (2003)
- Monet's Palate (2004)
- Stolen Childhoods (2005)
- Ant Bully - Una vita da formica (Ant Bully), regia di John A. Davis (2006)
- Hurricane on the Bayou, regia di Greg MacGillivray (2006)
- Changing Identities: A Story of Traumatic Injury and Art, regia di Daniel Labbato (2007)
- Ocean Voyagers, regia di Joe Kennedy e di Feodor Pitcairn (2007)
- Ribbon of Sand, regia di John Grabowska (2008)
- Fantastic Mr. Fox, regia di Wes Anderson (2009)
- Higglety Pigglety Pop!, regia di Chris Lavis e di Maciek Szczerbowski (2010)

### Audio libri
- The Velveteen Rabbit (1984)
- Rabbit Ears: The Tale of Mr. Jeremy Fisher (1987)
- Rabbit Ears: The Tale of Peter rabbit (1987)
- The Tailor of Gloucester (1988)
- Rabbit Ears: The Fisherman and His Wife (1989)
- For Our Children (1991)
- The Night Before Christmas (1993)
- Passion: Women on Women (1995)
- Fifty Poems of Emily Dickinson (1995)
- I Will Sing Life: Voices from the Hole in the Wall Gang (1995)
- Ancient Tower (1996)
- Babar the Elephant (1996)
- The Greatest American Poetry (1998)
- A Child's Celebration of Classical Music (1999)
- Dance on a Moonbeam (2000)
- Chrysanthemum (2002)
- Philadelphia Chickens (2002)
- The John Cheever Audio Collection (2003)
- The One and Only Shrek (2007)
- Visions Within (2008)

## Produttrice
- Un passo verso il domani (First Do No Harm), regia di Jim Abrahams (1997) - produttore esecutivo